# Antonio Cartagena
Antonio Nolasco Cartagena Bernales (Bellavista, Callao; 7 de agosto de 1967), más conocido como Antonio Cartagena, es un cantautor de salsa y expolicía peruano. Conocido por su frase insignia «Muchacha», es considerado como una de las voces del género musical mencionado de su país en la actualidad.

## Trayectoria

### 1990-1991: Inicios
Cartagena comenzó su carrera artística a los veintitrés años, conformando la Orquesta Perú Salsa All Star, dirigida por Óscar «Pitín» Sánchez como invitado de la banda, compartiendo escenario con otros cantantes como Laura Mau y Willy Rivera. Durante su estadía, ha interpretado el tema musical «Sin ti», que posteriormente sería uno de sus éxitos de su carrera. Al mismo tiempo, lanzó algunos sencillos con la banda como «Niña» y «Todo excepto de ti».

### 1991-presente: Carrera musical
Tras dejar la agrupación musical, Cartagena se incursiona como solista lanzando su primer sencillo con el simple nombre de Antonio Cartagena en 1991, donde incluyen nuevos temas como «Sedúceme» y «Necesito un amor», además de haber participado en  conciertos y festivales en países latinoamericanos, compartiendo escenarios con otros cantantes como Oscar d'León, Willie González, Eddie Santiago y el Gran Combo de Puerto Rico;así como otros eventos del panorama artístico nacional como la Feria del Hogar en los años 1990. 
En 1995, lanzó su sencillo bajo el nombre de Punto de vista, incluyendo nuevos temas compuestos por él mismo como «Amor amor» y «Nadie quién te quiera como yo». En simúltaneo, formó el dúo musical Hermanos Cartagena, al lado de su hermano menor Wilmer Cartagena, la cual se mantuvieron hasta su separación el año 2020, para que continuen sus carreras artísticas cada uno.
Años después, en 1998 lanzó su otro sencillo titulado Tal como soy con la colaboración de la compañía discográfica Iempsa, donde incluye el tema homónimo, así como otros temas: «La dulce entrega», «De los pies a la cabeza» y «Si tu me dejas». Además fue invitado en varias ocasiones a diversos programas televisivos de su país, incluyendo a Risas y salsa y Porque hoy es sábado con Andrés, siendo en este último donde fue homenajeado por su trayectoria.
Lanzó sus álbumes recopilatorios bajo el nombre de Mi historia musical en 2017 teniendo 3 volúmenes, y Lo mejor de mi, ¡muchacha! en 2019 con lo mejor de su repertorio musical, incluyendo la nueva versión del vals criollo «Mi propiedad privada». 
Además, lanzó el nuevo álbum Si tu me dejas en 2020, y tuvo una colaboración con el también cantante Lucho Paz para interpretar el tema «Mi último amor» en 2021; con quién se presentó en un concierto en el Hotel Sheraton de Lima además de lanzar la nueva versión de «Siempre seré» en homenaje a Tito Rojas. 
En ese mismo año, lanzó su nuevo álbum denominado Conmigo aprendió, incluyendo el tema homónimo.
En 2025, lanzó su disco recopilatorio Lo mejor de mí, ¡muchacha! que se distribuyó digitalmente.

## Vida personal

### Primeros años
Antonio Nolasco Cartagena Bernales nació el 7 de agosto de 1967 en el distrito de Bellavista de la provincia constitucional del Callao, lugar donde no llegó a vivir. Es proveniente de una familia de raíces afroperuanas, además de ser el hermano de Wilmer Cartagena, que también se desempeña como cantante.
En su juventud, Cartagena cursó los estudios superiores en la Policía de Investigaciones del Perú (PIP) (hoy Integrada en la Policía Nacional del Perú, PNP) para luego, comenzar a estudiar la carrera de psicología en la Universidad Nacional Mayor de San Marcos (UNMSM), dejando la profesión para incursionarse en la música.
Además, se sumó a las filas del Grupo Especial de Inteligencia Nacional (GEIN), donde colaboró con la captura del líder terrorista Abimael Guzmán en el año 1992.

### Problemas judiciales
En 2017, fue denunciado por su expareja Vanessa Tenorio, por no cumplir la manuntención de su hija menor de edad, con lo que mancharía su propia carrera artística que logró durante años. Este caso fue monitoriado desde hace meses en el programa Nunca más de la televisora ATV, con la conducción de la periodista Andrea Llosa.
En 2021, según en la emisión del programa televisivo Magaly TV, la firme, la presentadora de espectáculos Magaly Medina invitó a las exparejas del cantante y afirman que Cartagena no es el padre de las 2 niñas mediante el ADN. Debido a la denuncia de que lo encuentra culpable, se justificó y comentó no tener el dinero suficiente.

## Discografía

### Álbumes
- 1991: Antonio Cartagena
- 1995: Punto de vista
- 1997: Lo mejor...
- 1998: Tal como soy
- 2001: Atrevido
- 2009: Sincero
- 2010: Ni siquiera
- 2017: Mi historia musical
- 2019: Lo mejor de mi, ¡muchacha![10]
- 2020: Si tu me dejas[11]
- 2021: Mi último amor
- 2021: Conmigo aprendió[13]

#### Canciones
- «Pídele perdón»
- «Mayor que yo»
- «Necesito un amor»
- «Sin ti»
- «Muchacha»
- «Siempre seré (Homenaje a Tito Rojas)»
- «Ni siquiera»[19]
- «Mi último amor» (con Lucho Paz)[12]
- «De los pies a la cabeza»
- «Si tú no estás»
- «Si tú me dejas»
- «Nadie quién te quiera como yo»
- «Conmigo aprendió»
- «Mi propiedad privada»
- «Mi dueño»
- «Atrevido»
- «Dime y dile» (con Willy Rivera)[20]